# 洛斯皮塔莱-迪拉尔扎克
洛斯皮塔莱-迪拉尔扎克（法語：L'Hospitalet-du-Larzac，法語發音：[lɔspitalɛ dy laʁzak]）是法国阿韦龙省的一个市镇，属于米约区。

## 地理
洛斯皮塔莱-迪拉尔扎克（43°58'24"N, 3°11'46"E）面积12.4 平方千米，位于法国奧克西塔尼大區阿韦龙省，该省份为法国南部内陆省份，位于法國中央高原南部，北起顺时针与康塔爾省、洛泽尔省、加尔省、埃罗省、塔恩省、塔恩-加龙省和洛特省接壤。
与洛斯皮塔莱-迪拉尔扎克接壤的市镇（或旧市镇、城区）包括：拉卡瓦勒里、拉库韦尔图瓦拉德、楠村、塞尔农河畔圣厄拉利。

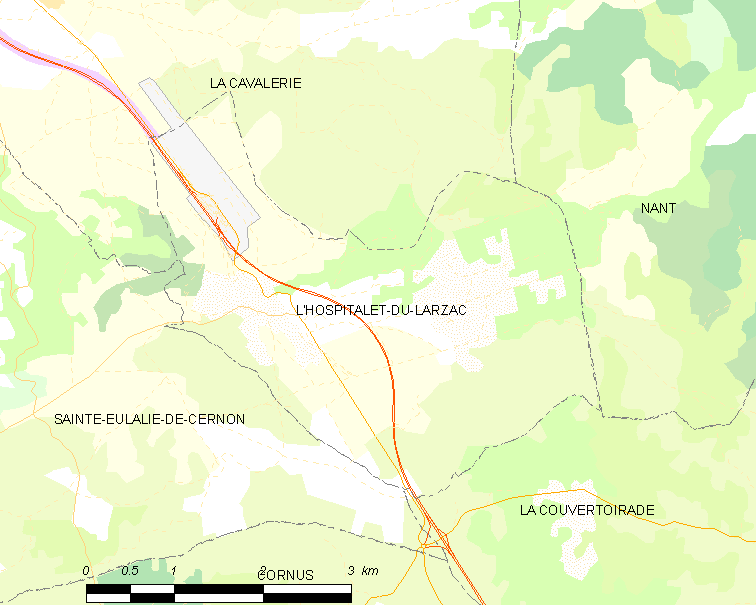
洛斯皮塔莱-迪拉尔扎克的OSM定位图

洛斯皮塔莱-迪拉尔扎克的时区为UTC+01:00、UTC+02:00（夏令时）。

## 行政
洛斯皮塔莱-迪拉尔扎克的邮政编码为12230，INSEE市镇编码为12115。

## 政治
洛斯皮塔莱-迪拉尔扎克所属的省级选区为科斯-鲁日耶县。

## 人口

1962-2008年间洛斯皮塔莱-迪拉尔扎克人口变化图示

洛斯皮塔莱-迪拉尔扎克于2022年1月1日时的人口数量为344人。